# Buget
Bugetul se referă în general la o listă cu toate veniturile si cheltuielile. Bugetul este un concept important în microeconomie si este reprezentat grafic printr-o linie, pentru a ilustra schimbul între două sau mai multe bunuri.
Bugetele sunt văzute tot mai mult a fi de modă veche si sunt înlocuite cu previziuni complementare sau lunare. Previziunile lunare asigură realizarea de planuri financiare mai proaspete si mai recente.
Ca adjectiv, cuvântul buget este folosit în marketing ca eufemism al cuvântului ieftin.

## Buget personal
Bugetul personal este printre cele mai importante concepte ale finanțelor private. Într-un buget personal sunt identificate toate sursele de venit si cheltuieli si este dezvoltat un plan pentru veniturile în exces care trebuie cheltuite sau economisite, ori constituie o sursa de finanțare în cazul unei penurii. Un buget personal este de folos, ca și orice alt buget, numai atunci când este administrat cu grijă.
Bugetul familiei reprezintă proiecția în timp a veniturilor și cheltuielilor unei familii.
În funcție de raportul dintre venituri și cheltuieli, bugetul poate fi: 
1. excedentar – veniturile sunt mai mari decât cheltuielile;
2. echilibrat – veniturile sunt aproximativ egale cu cheltuielile;
3. deficitar – veniturile sunt mai mici decât cheltuielile.

Metode de acoperire a deficitului bugetar
În cazul în care bugetul familiei este deficitar (veniturile < cheltuielile), pentru a echilibra cele două capitole ale bugetului putem să: 
1. ajustăm o serie de cheltuieli;
2. identificăm soluții de majorare a veniturilor familiei;
3. apelăm la prieteni sau rude care ne pot oferi împrumuturi pe termen scurt;
4. apelăm la împrumuturi bancare.

Metode de utilizare a economiilor
În cazul în care bugetul familiei este excedentar (veniturile > cheltuielile), economiile le putem utiliza pentru:
1. crearea unui depozit bancar;
2. achiziționarea unor proprietăți;
3. deschiderea unei afaceri;
4. dezvoltarea personală.

## Buget guvernamental
Bugetul guvernamental este o însumare sau un plan al veniturilor si cheltuielilor planificate de guvern. În țări ca Statele Unite ale Americii bugetul este stabilit de puterea legislativă, în alte țări acesta este stabilit de guvern. În Marea Britanie bugetul este stabilit de către ministrul de finanțe, membru al guvernului aflat pe locul doi ca importanță, și trebuie să fie votat de parlament.

## Bugetul unei companii
Bugetul unei companii este stabilit anual. Un buget terminat cere, de obicei, un efort considerabil și poate fi văzut ca un plan financiar pentru noul an financiar. În timp ce în mod tradițional departamentul de finanțe stabilește bugetul companiei, softul modern permite sutelor si miilor de oameni din diferite departamente (resurse umane, IT) să contribuie prin veniturile si cheltuielile așteptate, la bugetul final.
De obicei o companie va produce două tipuri de bugete: un buget static si un buget flexibil. Bugetul static este cel proiectat. Bugetul flexibil este un buget special care este folosit pentru a compara ce s-a întâmplat de fapt și ceea ce ar fi trebuit să se întâmple, bazându-ne pe mărimea vânzărilor. Cu un buget flexibil costurile fixe ar trebui să rămână constante, iar costurile variabile ar trebui să se modifice în funcție de vânzări, dacă acestea au fost mai mari sau mai mici decât a fost proiectat. Bugetul flexibil este atunci comparat cu realitatea și diferențele dintre ceea ce a fost planificat și ceea ce s-a întâmplat de fapt sunt calculate și desemnate a fi favorabile sau defavorabile.
Dacă cifrele actuale ale anului financiar se dovedesc a fi apropiate de buget, aceasta va demonstra faptul că o companie înțelege cum se fac afacerile si are succes în conducerea acestora în direcția pe care și-a planificat-o la început. Pe de altă parte, dacă cifrele actuale deviază foarte mult de buget, acestea transmit un semnal al ieșirii de sub control, iar, ca rezultat negativ, prețul acțiunilor poate avea de suferit.